# PSV Campus De Herdgang
Der PSV Campus De Herdgang ist eine Sportanlage in der niederländischen Stadt Eindhoven, Provinz Noord-Brabant. Es ist die Trainingsstätte und Jugendakademie des Fußballvereins PSV Eindhoven und ist im Besitz des PSV. Es ist die Trainingsstätte der ersten Mannschaft des Clubs sowie Spiel- und Trainingsstätte der Jong PSV, der zweiten Männermannschaft, der Frauenmannschaft (PSV Eindhoven) und der Amateur- wie der Jugendmannschaften von der U19 bis runter zur U10. Das Gelände liegt etwa 3,5 km nordwestlich vom Philips Stadion entfernt in einem ruhigen, waldreichen Gebiet im Norden der Stadt am Oirschotsedijk. Seit der Saison 2019/20 trägt das Trainingsgelände den Namen PSV Campus De Herdgang.

## Geschichte
Der Sportpark wurde 1952 fertiggestellt. Das Gelände liegt neben dem Park Philips de Jongh Wandelpark und ist in zwei Bereiche aufgeteilt. Auf dem einen Teil ist die erste Mannschaft beheimatet. Der andere Teil gehört zur Jugendakademie mit dem Jong PSV, den Frauen und den Amateuren. Im April 2002 begann die Renovierung des Profibereichs auf der rund 50 Jahre alten Anlage. Es wurden u. a. eine Trainingshalle, ein Fitnesscenter, Büros und eine Kantine gebaut. Ein Jahr später waren die Arbeiten abgeschlossen. Danach folgte einige Monate später die Modernisierung des Jugendbereichs. Von 2018 bis 2019 wurde der PSV Campus noch einmal umfangreich renoviert und erneuert. Der PSV Campus bietet mehrere Spielfelder mit Naturrasen als auch mit Kunstrasen. Am Hauptplatz der Anlage befindet sich das Grand Café De Herdgang mit Blick auf das Spielfeld und einer Terrasse.

### Otten Cup
Jährlich findet auf der Anlage der, seit 1947 ausgespielte, Otten Cup statt. Der Otten Cup ist ein internationales, vom PSV ausgerichtetes, A-Jugend-Fußballturnier. 2018 musste es wegen der Umbauten ausfallen. 2019 nahmen die A-Jugendmannschaften von Deportivo Guadalajara, FC Everton, FC Barcelona, FC Kopenhagen, Inter Mailand, Red Bull Brasil, RSC Anderlecht und dem Gastgeber PSV Eindhoven teil. 2020 verhinderte die COVID-19-Pandemie die Austragung.